# MAPPA
주식회사 MAPPA(일본어: 株式会社MAPPA 가부시키가이샤 맛파[*])는 일본의 애니메이션 제작사이다. 2011년, 매드하우스의 공동 창업자이자 프로듀서인 마루야마 마사오가 설립해, 《언덕길의 아폴론》, 《잔향의 테러》, 《더 파이팅》 3기, 《유리!!! on ICE》, 《카케구루이》, 《이 세상의 한구석에》, 《좀비랜드 사가》, 《바나나 피쉬》, 《도로로》, 《도로헤도로》, 《주술회전》 등의 애니메이션 작품을 제작했다.  MAPPA라는 사명은 Maruyama Animation Produce Project Association에서 유래한다.

## 역사
2011년 6월 14일, 매드하우스의 공동 창업자이자 프로듀서였던 마루야마 마사오가 70세의 나이로 설립했다. 무라야마는 동사의 초대 대표이사를 맡아, 처음 목표는 카타부치 스나오의 《이 세상의 한구석에》를 제작하는 것이었다. 매드하우스의 경영난으로 무라야마와 카타부치는 영화 제작을 희망해 MPPA를 설립했지만, 스튜디오를 옮겼지만 제작상의 어려움이 컸고, 5년 후에야 개봉했다. 마루야마는 매드하우스 시절인 2010년 카타부치와 영화 작업을 시작했지만 자금 조달이 어려워 제작에 3년이 걸렸다. 《이 세상의 한구석에》는 자금 모으기에 고생해 공개할 수 있을지도 미정의 작품이었지만, 최종적으로는 일본 국내에서는 최장이 되는 1133일 연속 롱런 상영이 되어 누계 동원수 210만, 흥행 수입 27억 원을 돌파하는 히트작이 되었다.
2016년 4월, 마루야마는 스튜디오의 대표이사를 사임하고 회장이 되었다. STUDIO 4℃의 창립 멤버이자 전직 직원인 스튜디오 애니메이션 제작자 오오츠카 마나부가 무라야마의 공식 퇴임에 따라 대표이사가 되었다. 또, 이사·기획부 부장에는 후지 TV의 프로듀서인 키무라 마코토가 취임했다.
그 후, 오오츠카의 경영 방침에 의해, 다양한 크리에이터에 외주를 실시하는 다작 경향의 체제로 방향성이 변한다 오오츠카 체제 후에 제작된 《극장판 주술회전 0》은 관객동원 977만명 이상, 흥행수입 137억엔을 돌파해 일본 국내 흥행 성적으로 역대 14위에 해당하는 대히트를 기록했다. 같은 해 5월까지 세계 70개국 이상에서 극장 공개되어 일본을 포함한 글로벌 흥행 수입은 약 237억엔에 달했다.

## 특징
마루야마 마사오가 재적했던 무시 프로덕션의 DNA를 이어 작품 제작에 대해 '재미있으면 뭐든지 좋다. 하지만 마음에 들지 않으면 안 된다',  '귀찮게 말하는 사람의 귀찮은 희망을 굳이 들어준다'라는 스탠스를 취하고 있다. 이것은 마루야마가 경영에서 물러난 후에도 스튜디오의 이념으로 이어졌다.
스튜디오로서 제작하는 작품을 선택하는 기준은 프로듀서나 감독이 '재미있다' '하고 싶다'라고 마음으로 생각할 수 있는 작품인지 여부를 중시하고 있다. 또, 스튜디오로서 임하는 테마를 작품·제작 라인마다 내걸고 있어, 설립 초기의 작품은 젊은 직원을 중심으로 스태프의 경험이나 스튜디오로서의 실적을 쌓는 것을 목적으로 한 것이 많았다. 작화를 메인으로 하는 스튜디오이지만, 2020년에 방송한 《도로헤도로》에서는 스튜디오로서 처음으로 3DCG를 중심으로 한 작품 만들기에 도전했다.
제작 체제로서는 외부의 크리에이터나 전문 스튜디오에 적극적으로 발주를 실시하는 것으로, 버라이어티가 풍부한 작품을 만들고 있다. 그 때문에, 작품마다 스튜디오의 칼라가 바뀌어 다양한 타입의 작품에 유연하게 대응할 수 있는 체제가 되었다.
애니메이션 제작에서는, 작화와 CG를 융합시킨 새로운 그림을 만들기를 목표로 하고 있으며, 사내에 CGI 부문이나 CGI 전문 스튜디오를 설립하는 것으로 CG 퀄리티의 향상에도 주력하고 있다.

## 제작 방침
최근, 작품수 증가에 의한 열악한 노동 환경이나 저임금 등의 문제에 대한 대책으로서 각 스튜디오가 제작 개수를 줄여가는 경향이 있는 가운데, 경영이 오오츠카를 대신해 이후의 MAPPA에서는, "업계가 안고 있다 문제로부터 눈을 돌리지 않는다", "작품수가 많다는 것은 애니메이션에 수요가 있다는 것. 그 수요에 대해 고품질의 작품을 어떻게 공급할 수 있는가가 문제"라는 생각으로 다양한 전문성이 높은 스튜디오나 프리랜서 개인에게 작업을 많이 발주하고, 제작 개수를 늘려 생산성을 높이는 것으로 상기의 문제에 대처하려고 하고 있다. 제작 개수로는 극장 작품을 섞으면서 매년 4~8개 정도의 텔레비전·Web 애니메이션 시리즈를 제작하고 있다.
애니메이터 등 스태프의 대우면에 대해서는 노동 환경 개선과 영상 표현 추구의 양립을 목표로 하고 있다. 현재는 외주나 계약 애니메이터와의 제작을 메인으로 하고 있으며, 계약 스태프를 포함한 스태프 총수는 2022년 시점에서 300명을 넘었다. 현재는 계약 스태프가 메인이지만, 오오츠카는 장래적인 목표로서 교토 애니메이션이나 ufotable를 들고 있어 양 스튜디오에 공통되는 '사원에 의한 전 섹션의 내제 체제나 정직원 고용'을 목표로 내제를 강화해 미래에는 양 스튜디오와 유사한 완전 내제 체제를 목표로 하고 있다. 이 방침을 실현하기 위해서 센다이 스튜디오에서는 '안정한 생활 기반 위에서 일에 몰두한다'는 목표로 설립 당초는 신규 졸업자부터 정직원으로서 고용. 교육을 충실히 시키면서 사람을 늘려가는 것을 큰 과제로 임하고 있다. 현재, 모든 스태프를 정직원으로 고용하면 경영을 압박하기 위해 이 대처는 센다이 스튜디오의 일부 스태프 뿐이지만, 장래적으로는 확충해 나갈 방침이다. 그러나 열악한 노동환경이 문제시된 적이 있다.
스튜디오로서는 출자 비율에 따라 이익이 배분되는 제작위원회에 참가하는 경우가 많지만, 2022년 방송의 텔레비전 애니메이션 《체인소 맨》에 있어서 통상의 여러 기업으로부터 출자를 모집하는 제작위원회 방식이 아니라 100% 자사의 출자로 제작을 하고, 비즈니스면에서 새로운 도전을 하고 있다.

## 제작 체제
도쿄 스기나미구에 본사와 스튜디오를 두고 2018년에 동화 공정 전문 센다이 스튜디오를 설립했다. 오사카에도 CGI 전문 스튜디오 개설 예정이다. 2023년 현재 도쿄, 센다이, 오사카에서 100명 가까운 프리랜서 계약 스태프를 포함한 약 360명이 활동하고 있다.
작품은 각 애니메이션 프로듀서가 총괄·관리하고 있으며, 각 라인마다 팀이 나뉘어 있다. 연간 작품수가 많기 때문에 일반적인 일본 애니메이션 스튜디오와 마찬가지로 각 작품마다 공정의 대부분을 외주하고 있다. 편집은 Q-TEC나 editz에 의뢰하는 경우가 많다.

### 도쿄 스튜디오
도쿄스튜디오는 제작부, CGI부, 연출부, 작화부, 라이츠사업부, 기획개발부 등으로 구성된다.
라이츠 사업부·기획개발부·제작부에는 100명 이상의 스태프가 소속되어있다. 기획·제작진행 업무를 주로 하고 있지만 그 외에도 선전이나 각종 판권 창구, 국내 이벤트 사업, 굿즈 제작·판권 사업 등 일반적으로 제조사 측이 담당하는 업무도 도급 받는다. 해외행사 운영과 번역통역 등 해외사업 안건도 다룬다.
CGI부에는 약 100명 이상의 스탭이 소속되어있다. 3DCG, 배경, 마무리, 촬영, 편집, 디자인의 6개 부문으로 구성되어 디지털웍스 전반을 담당한다. 외주 전문 스튜디오가 아닌 같은 회사의 CGI부가 참여하는 원청 작품의 경우는 작품 감독과 의견을 교환해 완성 이미지를 공유하면서 내제할 수 있는 것을 강점으로 한다.
작화부에서는 정식으로 소속된 정규직·계약사원의 약 30명의 스태프가 원화를 담당한다. 그 외 연출이나 작화에 관한 스탭의 대부분은 각 프로젝트마다 프리랜서 연출가나 애니메이터가 다수 참가하고 있다.

### 센다이 스튜디오
2018년 4월 2일 개설. 현지 채용 몇 명을 포함한 13명으로 활동을 시작했다. 2020년 시점에서 31명까지 확충했다. 도쿄 스튜디오와의 차이로서 설립 당초에 신규 졸업자 전원을 정규직으로 고용하고 있었다.
센다이에 진출한 이유는 '현지에서 애니메이션 제작의 일을 하고 싶다'라고 하는 도호쿠의 젊은이들의 반응이나 '지방 도시에서 애니메이션을 배워도 취직은 도쿄'라고 하는 애니메이션 제작의 도쿄 집중의 시정을 위해서다. 개설 장소의 검토에 있어서는, 같은 미야기현의 시오가마시가 마루야마 회장의 출신지이며, 사내에도 미야기 출신자가 있어 자연스럽게 이미지가 형성되었다고 한다.
센다이 스튜디오에서는 주로 동영상과 마무리(채색) 공정을 담당한다. 특징으로서 동화맨이 마무리 공정도 담당하는 '디지털 동사'를 주로 하고 있다. 그 때문에, 종이에 연필로 그리는 원래의 방식이 아니라, 액정 태블릿에 펜으로 그려 넣는 디지털 동화를 추진한다. 애니메이터에 의한 마감 공정까지의 일관 작업 및 조기의 실작업이 실현되고 있다. 디지털 툴의 도입은 전 공정의 원화나 후공정 이후를 담당하는 도쿄의 제작 현장과 데이터를 원활하게 할 수 있어 지방 거점에서도 불리하지 않게 작업을 실시할 수 있는 이점이 있다.
센다이 스튜디오에서는 자사 작품의 동영상·마무리 부문을 사내에서 완결시키는 것을 장래적인 목표로 하고 있다. 또, 3DCG·촬영·배경이라고 하는 CGI 부문을 센다이에 신설하는 것도 상정하고 있으며, 장래적으로는 CG나 촬영, 연출등의 인재도 센다이에서 길러 애니메이션 제작의 전공정을 센다이에서 실시하는 것을 이상으로 내걸고 있다.

### 오사카 스튜디오
2022년 3월 1일, 새로운 스튜디오를 오사카시내에 설립한다고 발표했다. 신거점을 설립하는 이유에 대해서는 최근 재택근무의 침투로 업무에 지리적 제약이 없어지고 사업 확대와 거점 분산을 고려했을 때 인접 부현으로부터의 접근성이 좋아 간사이 거주 크리에이터나 학생이 현지를 떠나지 않고 일할 수 있는 오사카시가 적합하다고 생각했기 때문이다.
세 번째 거점이 되는 오사카 스튜디오는 CGI에 특화되어 3DCG 부문에서 시작하여 배경이나 마무리, 촬영, 편집, 디자인 등의 디지털 웍스를 담당하는 것을 상정한다. 3DCG에서는 CG 소프트웨어로 업계 내 점유율이 높은 3ds 맥스뿐 아니라 보급이 진행 중인 블렌더도 실제작에 투입할 예정이다.

### 애니메이션 프로듀서
- 마루야마 마사오(회장, 2016년까지 활동) - 《요괴소년 호야》, 《GARO -홍련의 달-》
- 오오츠카 마나부(대표이사사장) - 《언덕길의 아폴론》, 《테큐》, 《잔향의 테러》, 《신격의 바하무트》, 《DAYS》, 《바나나 피쉬》, 《좀비랜드 사가 (제1기)》, 《사라잔마이》, 《RE-MAIN》
- 노다 후코 - 《펀치라인》, 《유리!!! on ICE》, 《도로헤도로》, 《러브앤프로듀서》, 《체조 사무라이》, 《평온세대의 위타천들》, 《앨리스와 텔레스의 환상공장》
- 카와고에 와타루 - 《장국의 알타이르》, 《갓 오브 하이스쿨》, 《진격의 거인 The Final Season Part2》, 《takt op.Destiny》, 《진격의 거인 The Final Season 완결편 전편》, 《지옥락》
- 마츠나가 리히토 - 《도로로》, 《그랑블루 판타지 (제2기)》, 《진격의 거인 The Final Season Part1》
- 오가와 타카히로 - 《한때는 신이었던 짐승들에게》, LISTENERS, 좀비 랜드 사가 리벤지, 《댄스 댄스 당쇠르》, 《터무니없는 스킬로 이세계 방랑 밥》
- 세시모 케이스케 - 《주술회전》, 《체인소 맨》

## 제작 작품

### TV 애니메이션
- 언덕길의 아폴론 (2012년, 공동제작: 데즈카 프로덕션)
- 테큐 (2012년)
- 더 파이팅 The Rising (2013년, 공동제작: 매드하우스)
- 잔향의 테러 (2014년)
- 신격의 바하무트 GENESIS (2014년)
- GARO -불꽃의 각인- (2014년)
- 펀치라인 (2015년)
- 요괴소년 호야 (2015년, 공동제작: studio VOLN)
- GARO -홍련의 달- (2015년)
- 요괴소년 호야 (제2시리즈) (2016년, 공동제작: studio VOLN)
- DAYS (2016년)
- 유리!!! on ICE (2016년)
- 아이돌 사변 (2017년, 공동제작: studio VOLN)
- 신격의 바하무트 VIRGIN SOUL (2017년)
- 카케구루이 (2017년)
- 장국의 알타이르 (2017년)
- 이누야시키 (2017년)
- GARO -VANISHING LINE- (2017년)
- 바나나 피쉬 (2018년)
- 좀비랜드 사가 (2018년)
- 카케구루이 ×× (2019년)
- 도로로 (2019년, 공동제작: 데즈카 프로덕션)
- 사라잔마이 (2019년, 공동제작: 라판트랙)
- 한때는 신이었던 짐승들에게 (2019년)
- 그랑블루 판타지 The Animation Season 2 (2019년)
- 우치타마?! ~우리집 타마를 모르시나요?~ (2020년, 공동제작: 라판트랙)
- 도로헤도로 (2020년)
- LISTENERS (2020년)
- 갓 오브 하이스쿨 (2020년)
- 러브앤프로듀서: EVOL×LOVE (2020년)
- 체조 사무라이 (2020년)
- 주술회전 (2020년)
- 진격의 거인 The Final Season (2020년)
- 좀비랜드 사가 (2021년)
- 평온세대의 위타천들 (2021년)
- RE-MAIN (2021년)
- takt op.Destiny (2021년, 공동제작: 매드하우스)
- 진격의 거인 The Final Season (Part.2) (2022년)
- 댄스 댄스 당쇠르 (2022년)
- 체인소 맨 (2022년)
- 빈란드 사가 (SEASON 2) (2023년)
- 터무니없는 스킬로 이세계 방랑 밥 (2023년)
- 지옥락 (2023년)
- 주술회전 (2기) (2023년)
- 붓치기리?! (2024년)
- 망각 배터리 (2024년)
- 란마 ½ (2024년)
- 전수. (2025년)
- LAZARUS 라자로 (2025년)
- 터무니없는 스킬로 이세계 방랑 밥 (제2기) (2025년)

### 극장 애니메이션
- GARO -DIVINE FLAME- (2016년)
- 이 세상의 한구석에 (영화) (2016년)
- 이 세계의 (더욱이 몇 개의) 한구석에 (2019년)
- 극장판 주술회전 0 (2021년)
- 마보로시 (2023년)
- 극장판 이나즈마 일레븐 새로운 영웅들의 서장 (2024년)
- 베르사이유의 장미 (2025년)
- 극장판 체인소 맨: 레제편 (2025년)

### Web 애니메이션
| 공개년 | 제목            | 감독                               | 비고                            |
| ------ | --------------- | ---------------------------------- | ------------------------------- |
| 2020년 | 리리 트라이앵글 | 빈칸                               | 가끔 TV에서 방송되는 애니메이션 |
| 2020년 | 이상하네 큐짱   | 빈칸                               | 가끔 TV에서 방송되는 애니메이션 |
| 2021年 | Yasuke -야스케- | 르숀 토마스                        | Netflix                         |
| 2022年 | 카케구루이 트윈 | 하야시 유이치로 (총) 마키타 카오리 | Netflix                         |

## 논란

### 전 소속 애니메이터에 의한 내부 고발
MAPPA에 소속돼 2021년 방송된 《진격의 거인 The Final Season》에도 참여했던 애니메이터가 이 회사를 퇴직 후 자신의 트위터 계정으로 이 회사의 노동환경 열악함을 고발했다.
이 애니메이션터에 의하면, 이 회사는 프리 애니메이터나 해외 스튜디오에 원화의 공정의 대부분을 발주하고 있었다. 하지만 원화를 발주받는 데 일정 기간 할당량이 필요한 소속 애니메이터와 달리 프리 애니메이터는 경험 연수에 관계없이 원화를 수주할 수 있다. 외주처에서 보내오는 원화는 많은 수정이 필요했고, 동사 소속 애니메이터는 야근을 하고 아침까지 외주처로부터 도착하는 원화의 수정 작업에 쫓겼다. 또 이 회사는 작품 수가 많다는 것은 애니메이션에 수요가 있고 그 수요에 대해 고품질의 작품을 얼마나 공급할 수 있느냐가 문제라는 이념 아래 연간 최대 8편의 TV 애니메이션을 수주해 제작했는데, 당시 제작현장은 4편의 작품을 동시 진행으로 제작할 정도로 바빴다. 이 사내 환경으로부터 소속 애니메이터들은 원화를 그리는 것이 아니라 리테이크만을 하청 받는 상황이 되었다.
이어 《체인소 맨》의 첫 공개 PV로 화제를 모은 MAPPA 설립 10주년 기념 이벤트 《MAPPA STAGE 2021-10th Anniversary-》에서 다음날 이후 동사 작품에 참여한 여러 애니메이터로부터 노동·급여 체제에 대해 지적하는 댓글이 달렸다. 이 회사가 제작한 극장 작품에서 동화 공정을 하청받은 애니메이터는, 정성스러운 마무리를 요구하는 극장 작품으로 동화 한 장의 단가가 250엔이었던 것을 비판해, 고도의 완성도가 요구되는 영상 작품이었기 때문에, 매우 힘든 일이었다고 투고했다.
이 회사가 넷플릭스로 제작하는 애니메이션의 원화를 맡은 애니메이터는 1컷의 단가가 3,800엔인 것을 고백하고, 통상적으로 평균적인 TV 시리즈의 단가인 3.000엔~7,000엔 중에서도 저렴 한 가격이 제시된 것을 문제시했다. 애니메이터에 의하면, 본작은 고품질의 작화를 요구되는 애니메이션이며, 통상이면 1컷 15,000엔 이상으로 협상하는 것이 타당한 가격인 것을 말해, 만약 3,800엔으로 청부하면 애니메이터의 단가도 내려가는 것을 문제시했다. 덧붙여 이 애니메이터는 본작을 발주하고 있는 넷플릭스에 대해서도 문제시하고 있다. 이 의견에는 업계 내 프리랜서 애니메이터도 많이 반응을 보이며, 저렴한 단가에 의한 발주를 문제시했다.
이러한 소동에 대해, 7월 7일에 MAPPA는 공식 홈페이지에서 성명을 공표. 해당 작품이나 과거의 원청 작품에 있어서 수탁한 제작비에 대해, 발주한 단가 가격은 적절하고, 각 애니메이터에게 그 수주를 강제한 사실은 일절 없을 것. 게다가 이번과 같은 정보 유출에 강하게 항의함과 동시에 단호한 조치를 취할 것을 주장했다. 또한, 실제로 적정 가격이 어떠했는지에 대해서는 밝혀지지 않고 불투명한 채로 있다.